# Pont des Barris
Le pont des Barris, ou pont Neuf, est un pont en maçonnerie situé à Périgueux, dans le département français de la Dordogne. Il a remplacé le pont (coudé) de Tournepiche, également dénommé pont Vieux ou Vieux Pont.

## Histoire et architecture

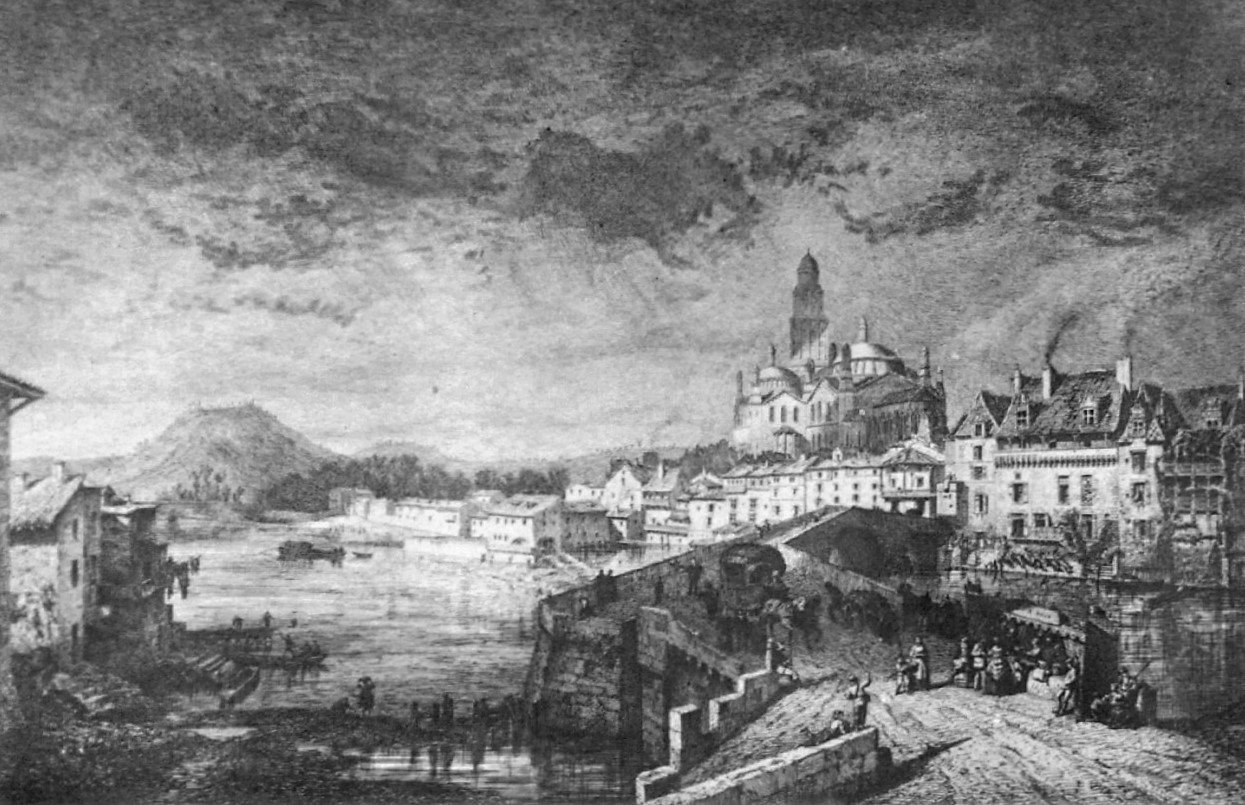
Périgueux vu du pont Tournepiche (1846)
Léo Drouyn

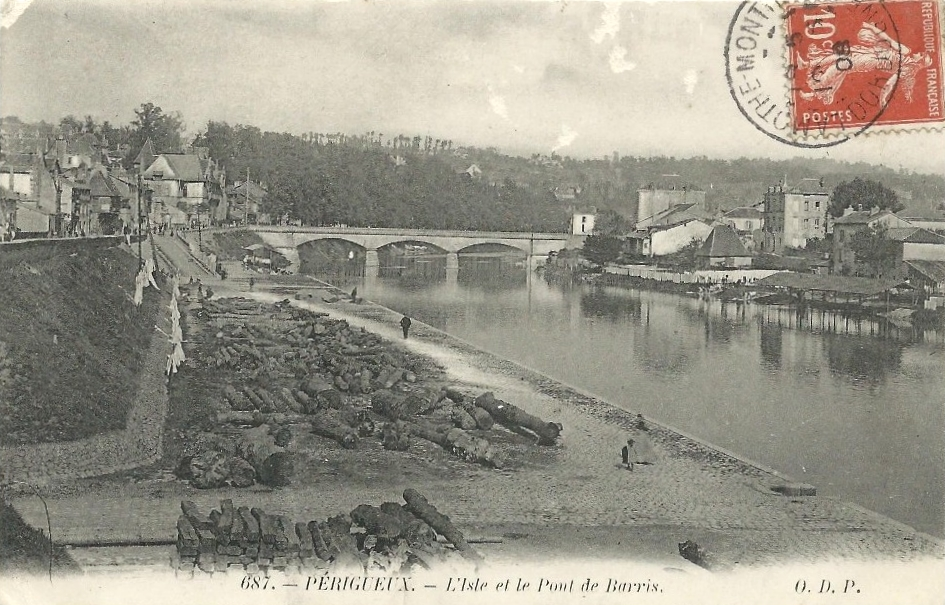
Le pont des Barris en 1908.

Les premières mentions d'un pont sur l'actuel site du pont des Barris remontent aux XIIe et XIVe siècles : durant ces périodes est reconstruit et restauré à plusieurs reprises le pont de Tournepiche, sixième et dernier pont sur l'Isle en amont, à l'extrémité est-nord-est du Puy-Saint-Front. Il sépare le faubourg des Barris du reste de la cité. Au Moyen Âge, trois des trente tours de la ville se dressent sur et aux extrémités du pont : « La 25e [tour] était à l'entrée du Vieux-Pont. La 26e occupait le carré de ce même pont, et la 27e était en avant ». Côté ville se dressait la tour Mosnier, sur le pont s'élevait la tour du Mitan du Pont et du côté du faubourg des Barris, il s'agissait de la tour Notre-Dame du Pont, surmontée d'une chapelle. Une des arches du pont est reconstruite en 1434, le cours de l'Isle étant alors détourné le temps des travaux, et sa chaussée est pavée en 1464. Les tours du pont sont recouvertes en 1660 et l'une d'entre elles est rebâtie en 1681.
Parmi les six ponts qui traversent l'Isle au niveau de Périgueux, seuls quatre sont encore debout dans la première moitié du XIXe siècle. Par opposition au pont  Neuf dont la construction se termine en 1767, le pont de Tournepiche est également appelé pont Vieux ou Vieux Pont.
Lors du Second Empire, l'arrivée d'un nouveau maire, Alfred Bardy-Delisle, va entraîner la mise en place d'une politique d'aménagement de la ville malgré les contraintes budgétaires et de désenclavement comprenant la création entre 1860 et 1864 de quais depuis le pont de Tournepiche jusqu'au pont  Saint-Georges. Un nouveau pont est bâti à une centaine de mètres de la cathédrale Saint-Front et à l'angle des maisons des Quais. Le pont Tournepiche est démoli en décembre 1860. Les travaux sont confiés aux frères Coquelet. Le nouveau pont comprend trois arches en maçonnerie s'appuyant sur deux piles protégées par des avant-becs et des arrière-becs de forme arrondie. Il est réalisé en une année (1860-1861). Les accès ont été modifiés. En rive gauche, on accédait au pont par une rue parallèle au courant. Cet accès est remplacé par une rue dans l'axe de la rue du faubourg des Barris, faisant perdre à ce pont son apparence de pont coudé (origine probable de son nom). En rive droite, les remblais masquent en partie les hôtels Renaissance en bord de l'Isle.
Le pont est mis en service en 1862. Dans un premier temps, ce nouveau pont conserve l'appellation de pont Vieux, ou Vieux Pont, jusqu'en 1890, date à laquelle on le nomme désormais pont des Barris, ou pont Neuf. En 1963, le pont est élargi.

## Galerie

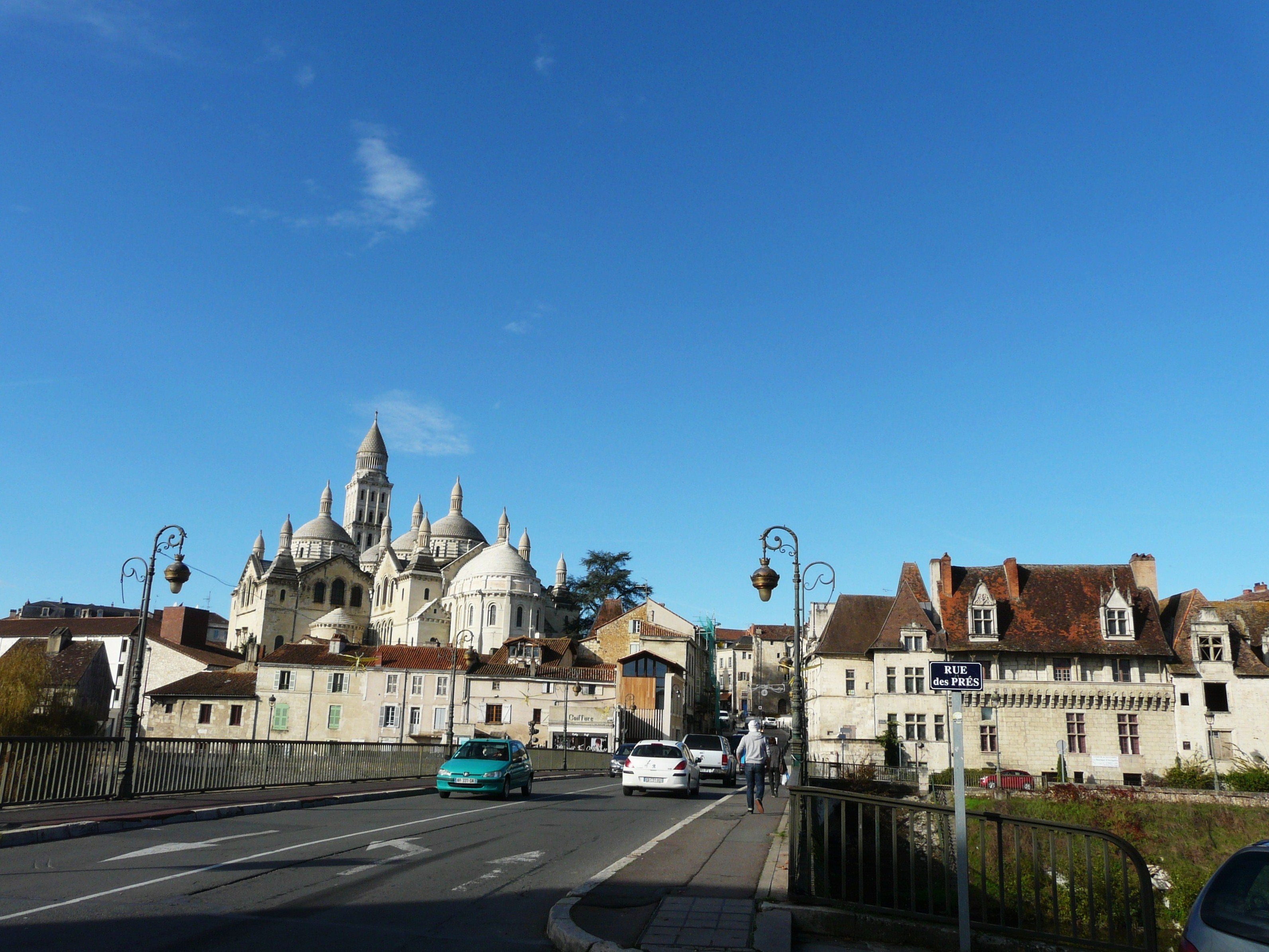
La chaussée du pont des Barris.
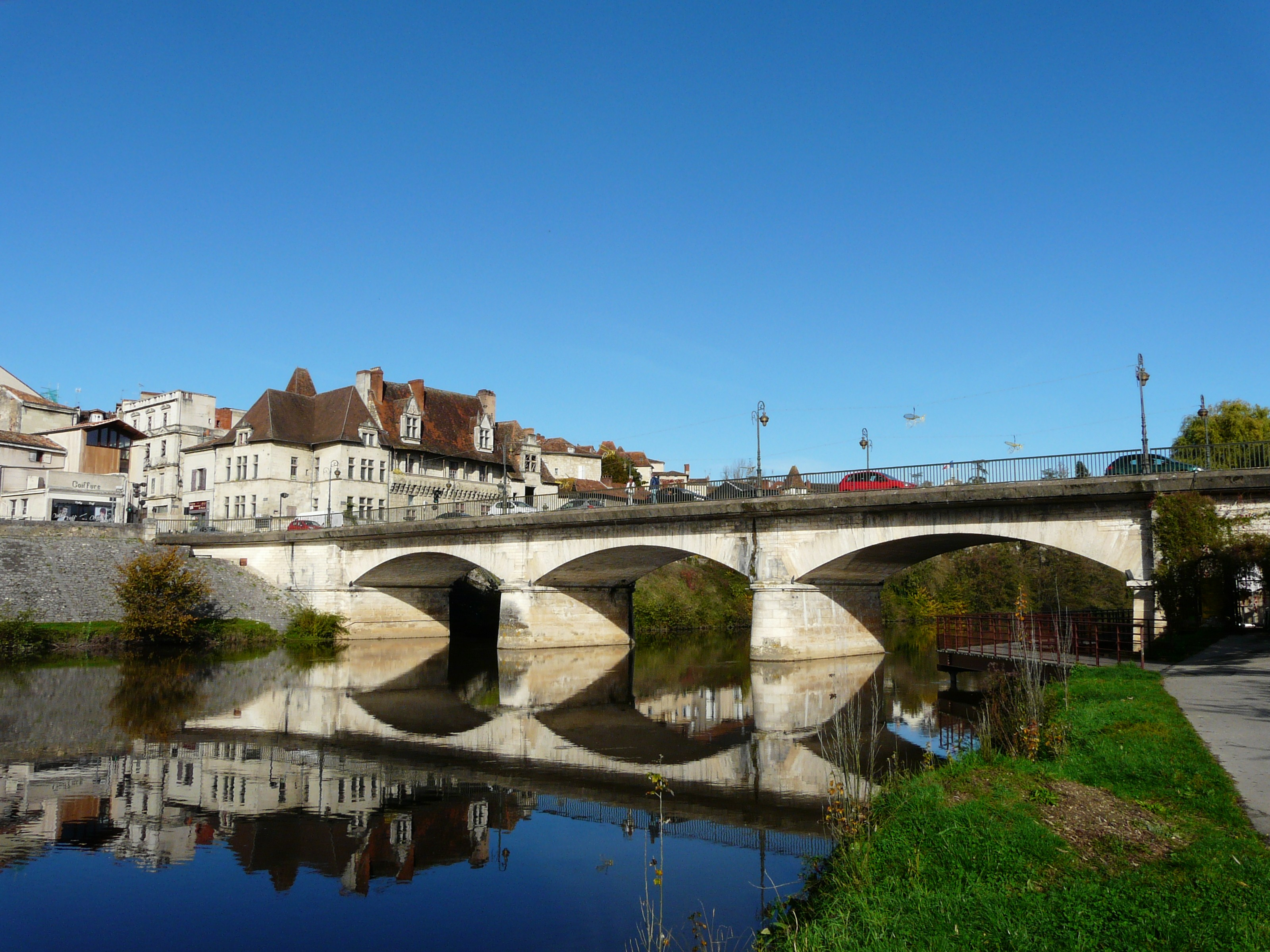
Le pont des Barris vu depuis la voie verte, en aval.
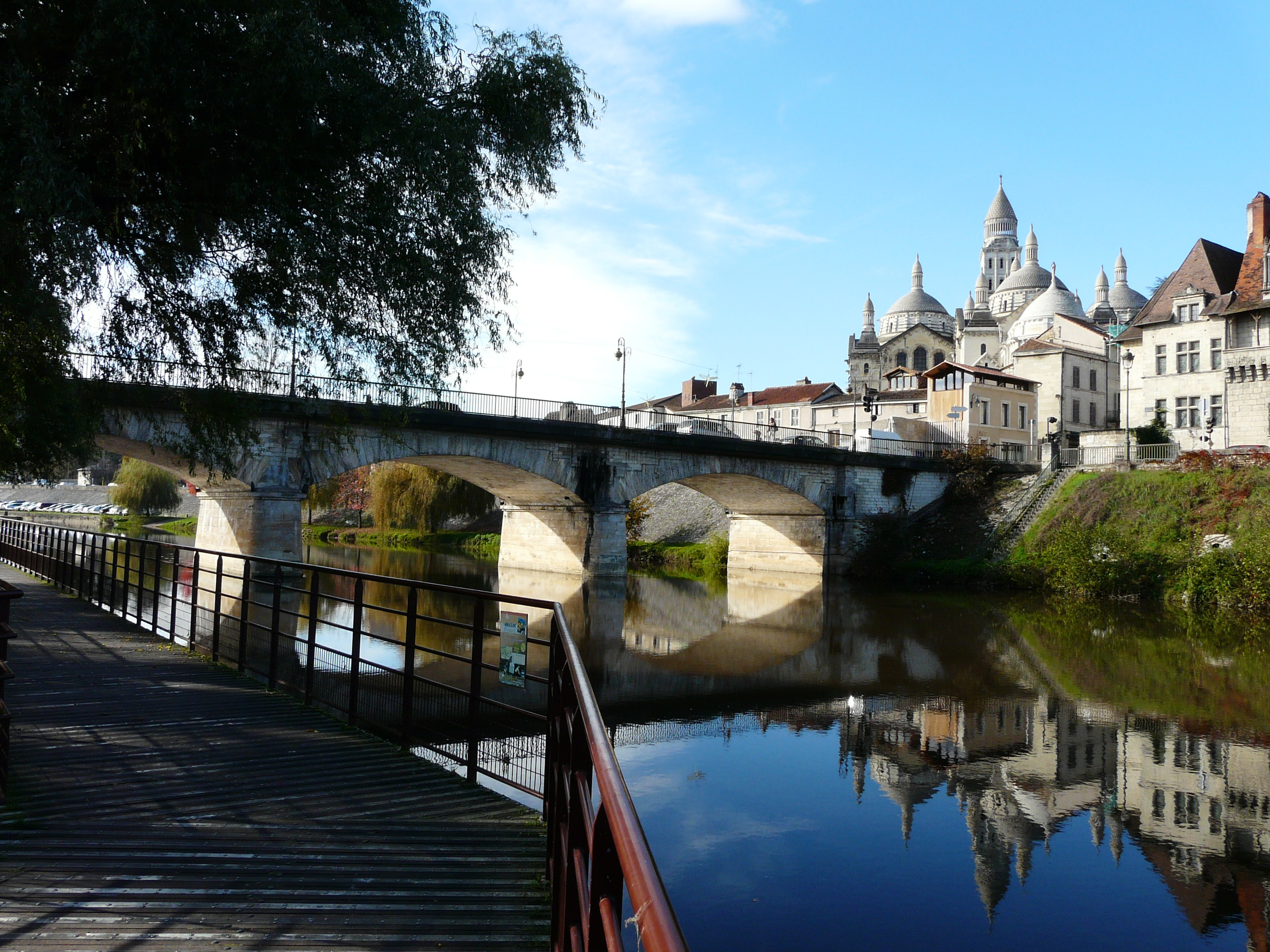
Vu depuis l'amont.
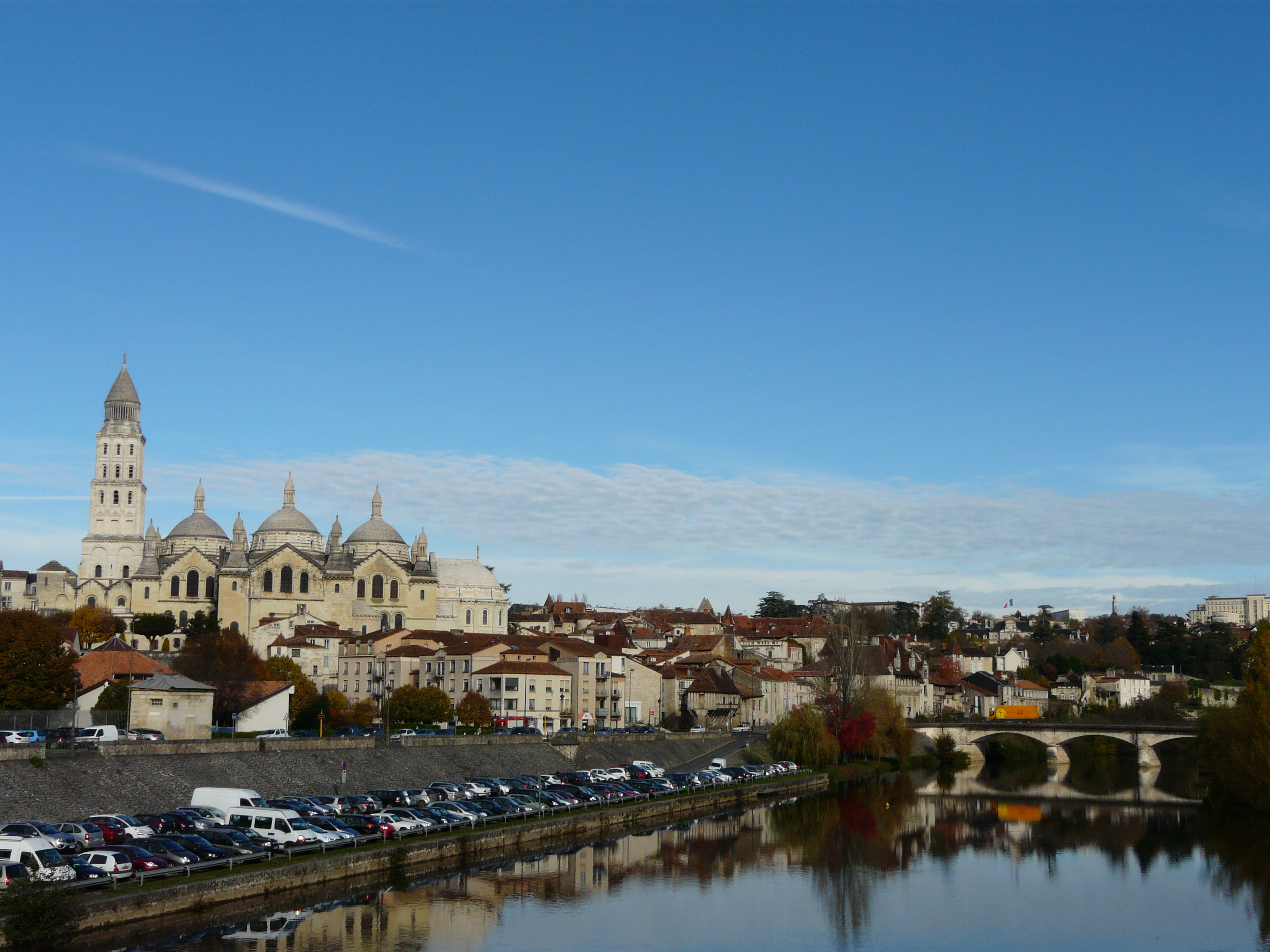
L'Isle et le pont des Barris, vus depuis l'aval.